# 어음참가
어음참가란 어음이 인수거절이나 자력불확실, 또는 지급거절로 인하여 소구단계에 들어가게 된 경우에 소구라는 불명예로운 상태를 저지하게 위하여 제3자가 어음관계에 개입하는 것을 말한다.